# Kammback
En kammback er en type bildesign, hvor bagenden af bilen skråner nedad, før den stopper abrupt med en vertikal overflade. Kammback-designet forbedrer bilens aerodynamik, idet den minimerer det undertryk der opstår bag bilen, og dermed luftmodstanden, samtidig med at det bibeholder en praktisk form for bilen. Kammback er navngivet efter den tyske aerodynamikforsker Wunibald Kamm, der udviklede designet i 1930'erne.
Kammbackdesignet reducerer brændstofforbruget og forbedrer ydeevnen ved høje hastigheder.

## Biler i Kammbackdesign
Biler med Kammbackdesign inkluderer:
- 1940 BMW 328 "Mille Miglia" Kamm coupé[1][2]
- 1952 Cunningham C-4RK
- 1961 Ferrari 250 GT SWB Breadvan
- 1962–1964 Ferrari 250 GTO
- 1963 Aston Martin DP215
- 1963–1974 Bizzarrini Iso Grifo[3]
- 1965-1965 Shelby Daytona
- 1965–1971 Aston Martin DB6[4]
- 1965–1968 Ford GT40[5]
- 1965–1970 Aston Martin DB6
- 1966-1974 Saab Sonett II and III[6]
- 1968–1973 Ferrari 365 GTB/4 ("Daytona")
- 1968–1976 Ferrari Dino[7]
- 1969–1971 Fiat 850 Coupe og Sport Coupe
- 1970–1975 Citroën SM
- 1970–1977 Alfa Romeo Montreal
- 1970–1986 Citroën GS[8]
- 1970–1978 Datsun 240Z, 260Z, 280Z
- 1971–1989 Alfa Romeo Alfasud[8]
- 1971–1973 Ford Mustang Fastback[9]
- 1972–1982 Maserati Khamsin
- 1974–1991 Citroën CX
- 1985-1995 Autobianchi Y10 / Lancia Y10
- 1991–1998 Mazda MX-3
- 1994–1998 Mazda Familia Neo/323C
- 2000–2006 Honda Insight[10]
- 2004–present Toyota Prius[11]
- 2010–2014 Honda Insight (2nd generation)[12]
- 2010–nu Audi A7
- 2017-nu Hyundai Ioniq[13]
- 2020–... Tesla Model Y